# Punt Catalunya Nord
Punt Catalunya Nord va ser un setmanari concebut a Catalunya Nord entre 1987 i 1994, que va canviar de nom diverses vegades: Punt Diari Catalunya Nord; Punt Catalunya Nord; El Punt, setmanari de Catalunya Nord i Punt Magazine. Va ser creat per l'empresa gironina Edicions Comarcals SA, editora del Punt Diari, que volia així eixamplar-se cap a Catalunya Nord. Les dificultats financeres van incitar l'empresa propietària del títol, que havia passat a ser Hermes Comunicacions, a provar una versió bilingüe català-francès en paper diari i finalment una versió revista, també bilingüe. L'últim número va sortir el 7 d'abril de 1994.
Durant els set anys d'existència del setmanari, el seu coordinador i després director va ser Carles Sarrat, per altra banda conegut com fundador i cantant del grup Blues de Picolat. L'escriptor Joan-Lluís Lluís va treballar-hi com a redactor i cap de Cultura (1989-1994). Si bé la direcció era assumida des de Perpinyà, la redacció local treballava directament amb un redactor en cap de la redacció de El Punt a Girona, designat rotatòriament. Durant l'any 1991 aquest redactor en cap va ser Carles Puigdemont, futur president de la Generalitat.